# Primera División (Argentinien) 1960
Die Primera División 1960 war die 30. Spielzeit der argentinischen Fußball-Liga Primera División. Begonnen hatte die Saison am 3. April 1960. Der letzte Spieltag war der 26. November 1960. Als Aufsteiger kamen die Chacarita Juniors aus der Primera B Nacional dazu. CA Independiente beendete die Saison als Meister und wurde damit Nachfolger von CA San Lorenzo de Almagro. Man qualifizierte sich damit für die Copa Libertadores 1961. In die Primera B Nacional musste CA Newell’s Old Boys absteigen.

## Abschlusstabelle
| Pl. | Verein                      | Sp. | S  | U  | N  | Tore    | Diff. | Punkte |
| --- | --------------------------- | --- | -- | -- | -- | ------- | ----- | ------ |
| 1.  | CA Independiente            | 30  | 17 | 7  | 6  | 049:330 | +16   | 41     |
| 2.  | River Plate                 | 30  | 16 | 7  | 7  | 046:290 | +17   | 39     |
| 3.  | Argentinos Juniors          | 30  | 15 | 9  | 6  | 068:480 | +20   | 39     |
| 4.  | Racing Club                 | 30  | 14 | 9  | 7  | 072:430 | +29   | 37     |
| 5.  | Boca Juniors                | 30  | 13 | 11 | 6  | 058:360 | +22   | 37     |
| 6.  | CA San Lorenzo de Almagro   | 30  | 14 | 8  | 8  | 071:450 | +26   | 36     |
| 7.  | CA Vélez Sársfield          | 30  | 12 | 9  | 9  | 048:460 | +2    | 33     |
| 8.  | CA Rosario Central          | 30  | 10 | 9  | 11 | 055:710 | −16   | 29     |
| 9.  | Chacarita Juniors (N)       | 30  | 9  | 10 | 11 | 050:530 | −3    | 28     |
| 10. | CA Huracán                  | 30  | 10 | 8  | 12 | 048:450 | +3    | 28     |
| 11. | Club Atlético Atlanta       | 30  | 8  | 11 | 11 | 049:560 | −7    | 27     |
| 12. | Gimnasia y Esgrima La Plata | 30  | 9  | 7  | 14 | 050:600 | −10   | 25     |
| 13. | Estudiantes de La Plata     | 30  | 9  | 5  | 16 | 044:690 | −25   | 23     |
| 14. | CA Lanús                    | 30  | 5  | 11 | 14 | 038:540 | −16   | 21     |
| 15. | Ferro Carril Oeste          | 30  | 5  | 9  | 16 | 028:580 | −30   | 19     |
| 16. | CA Newell’s Old Boys        | 30  | 6  | 6  | 18 | 038:660 | −28   | 18     |

| (M) | Vorjahres-Meister                                    |
| (N) | Vorjahres-Aufsteiger aus der Primera B Nacional 1959 |

## Meistermannschaft
| CA Independiente | |
|                  | David Acevedo, Jorge Edgardo D’Ascenzo, Raúl Decaría, Vladas Douckas, Roberto Ferreiro, Orlando Garro, Ricardo Giménez, Walter Antonio Jiménez, Jorge Maldonado, Rubén Marino Navarro, Norberto Raffo, Tomás Rolan, Roberto Saporiti, Americo Sesti, Alcides Silveira, Osvaldo Toriani, Hugo Trucchia, José Varacka, Jorge Vázquez Trainer: Cuesta Silva |

## Torschützenliste
| Pl. | Nat.        | Spieler           | Verein                | Tore |
| --- | ----------- | ----------------- | --------------------- | ---- |
| 1   | Argentinien | José Sanfilippo   | CA San Lorenzo        | 34   |
| 2   | Argentinien | Osvaldo Carceo    | Argentinos Juniors    | 21   |
| 3   | Argentinien | Rubén Héctor Sosa | Racing Club           | 20   |
| 4   | Argentinien | Urbano Reynoso    | Gimnasia y Esgrima LP | 19   |
| 5   | Argentinien | Eugenio Callá     | CA Vélez Sársfield    | 18   |